# Etnia e aspetto fisico di Gesù

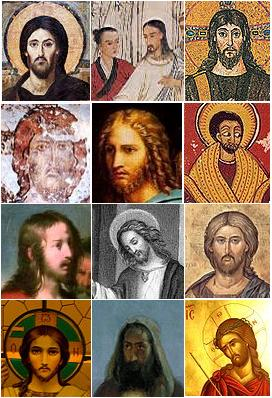
Non vi è alcun accordo cristologico sull'etnia e l'aspetto di Gesù – nel corso dei secoli è stato raffigurato in una moltitudine di modi

L'etnia e l'aspetto fisico di Gesù sono stati discussi a diversi livelli e discipline sin dal primo cristianesimo, sebbene il Nuovo Testamento non contenga nessuna descrizione dell'aspetto fisico di Gesù prima della sua morte e la narrativa sia generalmente indifferente ai tratti somatici e/o alle origini etniche.
Nonostante la mancanza di riferimenti biblici o storici diretti, a partire dal II secolo diverse teorie sull’aspetto fisico di Gesù furono avallate e dibattute. Nel Medioevo un certo numero di documenti, generalmente di origine sconosciuta o discutibile, furono composti e circolarono con dettagli di apparizioni di Gesù. Oggigiorno la maggior parte di tali documenti sono considerati contraffazioni. Mentre molte persone hanno un'immagine mentale fissa di Gesù, ottenuta tramite le svariate illustrazioni artistiche, queste immagini spesso si conformano a stereotipi che non si basano su una seria ricerca del Gesù storico, ma risalgono a interpretazioni di seconda o terza mano tratte da fonti spurie.
Nel XIX secolo si svilupparono le teorie che Gesù fosse europeo, in particolare ariano, come anche le teorie che fosse un nero di origine africana. Tuttavia, come in altri casi di assegnazione razziale a personaggi biblici, queste affermazioni sono state per lo più soggettive, sulla base di stereotipi culturali e tendenze sociali, piuttosto che su un'analisi scientifica. Per due millenni è apparsa una vasta gamma di raffigurazioni artistiche di Gesù, con immagini spesso influenzate da ambienti culturali, circostanze politiche e contesti teologici. Oltre al fatto incontestato che Gesù fosse ebreo, non esiste un accordo generale degli esperti sull'etnicità di Gesù.

## Riferimenti biblici

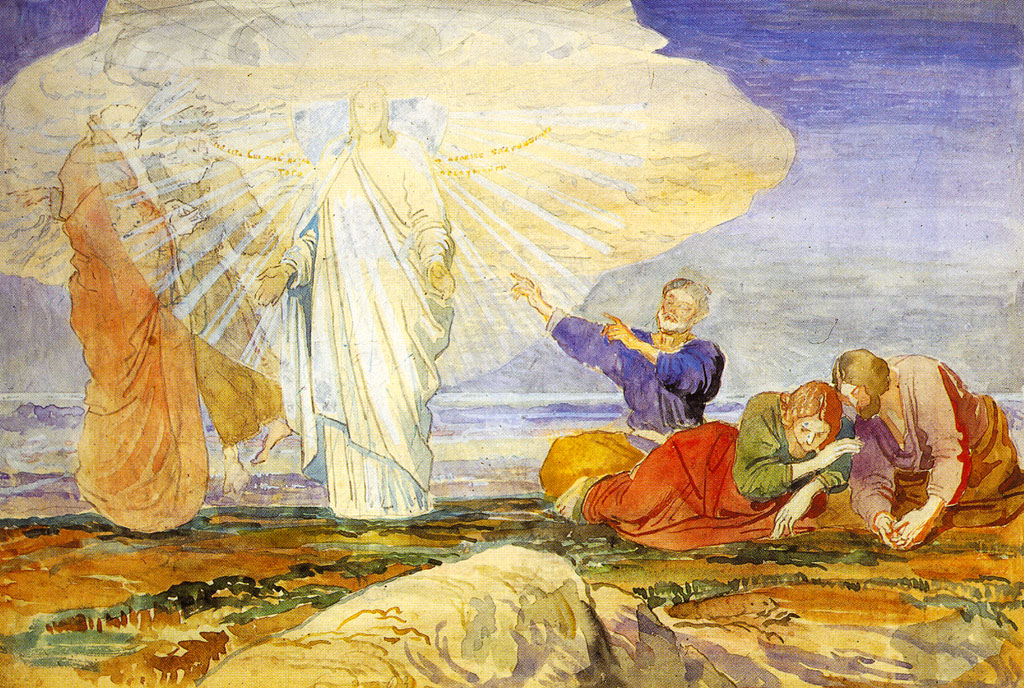
Trasfigurazione di Aleksandr Ivanov, 1824

Il Nuovo Testamento non include nessuna descrizione dell'apparenza fisica di Gesù prima della sua morte. La narrazione neotestamentaria è generalmente indifferente all'aspetto o fisionomie delle persone..
Tuttavia, san Paolo fornisce delle prescrizioni sul buon ordine da tenersi nelle assemblee ecclesiastiche e per l'agape, autodefinendosi "imitatore di Cristo" ed esortando gli altri fedeli ad imitare lui stesso nel seguire, conservare e trasmettere la tradizione dei padri.
L'esortazione agli uomini a evitare di lasciarsi crescere i capelli potrebbe rappresentare un particolare del Volto di Gesù visto dagli altri apostoli prima della morte e dopo la resurrezione.
I Vangeli Sinottici comprendono una descrizione della Trasfigurazione di Gesù, durante la quale venne glorificato e la "sua faccia risplendette come il sole". Tuttavia i Vangeli non provvedono a dettagliarne l'aspetto quotidiano normale.
L'Apocalisse di Giovanni descrive le caratteristiche di un Gesù glorificato in una visione (Apocalisse 1:13-16), ma la visione si riferisce a Gesù in forma celeste, dopo la sua morte, non ai suoi lineamenti durante la vita terrena:
Apocalisse 1:13-16
Riferimenti nell'Antico Testamento sulla venuta del Messia (che i cristiani affermano essere Gesù) sono stati usati come "proiezioni" per formare congetture circa l'aspetto di Gesù su basi teologiche, piuttosto che storiche: per esempio Isaia 53:2, che si riferisce ad un Messia disprezzato, "cresciuto come un virgulto davanti a lui e come una radice in terra arida. Non ha apparenza né bellezza per attirare i nostri sguardi, non splendore per provare in lui diletto"; anche in Salmi 45:2-3 che lo descrive come "il più bello tra i figli dell'uomo" (per le opere grandi che ha fatto), versetto spesso interpretato come una descrizione caratteriale. Il Commentario Biblehub (EN)  accetta la frase in Lamentazioni 4:7 – "più bianchi del latte" – come riferimento al colore della pelle. 1 Samuele 16:12 descrive Davide, antenato di Gesù, affermando che era "fulvo, con begli occhi e gentile di aspetto".

## Dalla prima Chiesa al medioevo
Nonostante la mancanza di riferimenti biblici diretti o di contesti storici rilevanti, a partire dal II secolo varie teorie sulla razza di Gesù furono proposte, per esempio di Giustino, basandosi su argomentazioni della genealogia di Gesù. tali argomentazioni sono state dibattute per secoli. Celso, filosofo anticristiano del secondo secolo scrisse che Gesù era "brutto e piccolo".
I Padri della Chiesa Girolamo e Agostino d'Ippona sostenevano da una prospettiva teologica che Gesù dovesse esser stato idealmente bello di volto e di corpo. Per Agostino egli fu "bello da bambino, bello sulla terra, bello in cielo". Tali asserzioni teologiche furono estese ulteriormente nel XIII secolo da Tommaso d'Aquino nella sua Summa Theologiae basando la sua analisi sulla Perfezione di Cristo e ragionando che Cristo doveva aver incarnato tutte le possibili perfezioni umane.
Nel Medioevo una serie di documenti, in genere di origine sconosciuta o discutibile, erano stati composti e circolavano con i dettagli della comparsa di Gesù, come descritti qui di seguito.
Intorno al IX secolo, Epifanio il Monaco fece riferimento ad una figura angelica alta, che è stata a volte interpretata come Cristo, ma gli studiosi considerano che il riferimento a Gesù sia improbabile. Altri riferimenti spuri includono il Volume Archko e la Lettera di Ponzio Pilato a Tiberio, le cui descrizioni furono probabilmente composte nel Medioevo.
Una lettera apocrifa di Publius Lentulus, Governatore della Giudea, al Senato Romano risale al 1300 circa e, secondo la maggioranza degli studiosi, fu composta per compensare la mancanza di descrizioni fisiche di Gesù nella Bibbia. Sempre nel XIV secolo, Niceforo Callisto Xanthopoulos citò una fonte anonima antica che descriveva Gesù come alto e bello con capelli biondi e ondulati, ma il suo resoconto probabilmente non aveva basi e si ispirava alle immagini artistiche prevalenti.
Gli ʾaḥādīth islamici, collezioni di detti dei secoli VIII-IX d.C., senza riscontro scritturale o paternità specifica, descrivono Gesù come "rosso". (Rosso di pelle può significare bruno con tonalità rossicce; il dattero viene chiamato 'il Rosso'. Rosso può anche essere un eufemismo della gente di pelle chiara, per non voler chiamare bianco il loro colore e associarlo quindi alle vitiligine. Gesù viene descritto anche come bruno scuro in questi aḥādīth (آدَمُ)

## Comparsa di teorie razziali

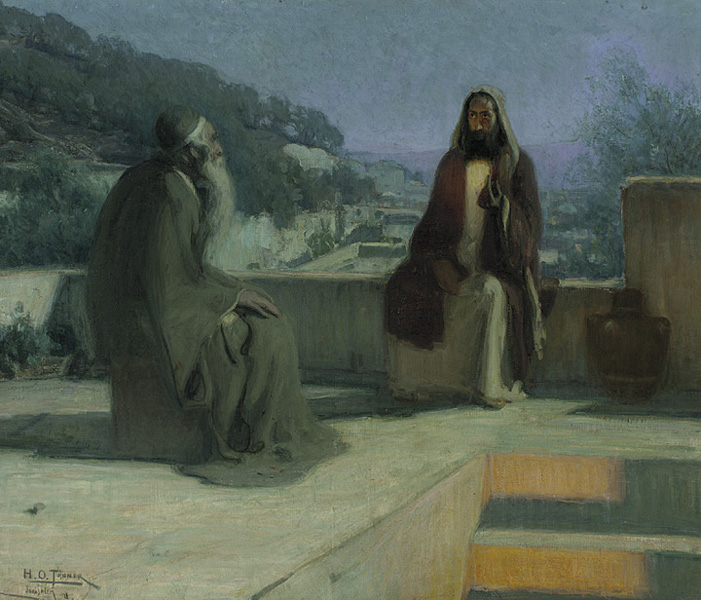
Gesù nero con Nicodemo, di Henry Tanner, 1899

Nello spiegare lo sviluppo delle teorie razziali nel contesto delle Scritture, lo storico Colin Kidd, nel suo libro The forging of races (La falsificazione delle razze), sostiene che l'attribuzione di una razza ai personaggi biblici è stata in gran parte una pratica soggettiva basata su stereotipi culturali e tendenze sociali piuttosto che su metodi scientifici. Kidd esamina una serie di teorie sulla razza di Gesù, che vanno da un Gesù ariano bianco ad un Gesù africano nero, dimostrando che non vi è nessun accordo generale tra gli studiosi sulla razza di Gesù.
Nel suo libro Racializing Jesus, Shawn Kelley afferma che l'assegnazione di una razza specifica a Gesù è stato un fenomeno culturale originato dai livelli più alti di circoli intellettuali all'interno delle società, e fa un parallelo tra gli approcci apparentemente diversi all'interno di contesti diversi. Lo studioso neotestamentario Cain Hope Felder asserisce che passi del Nuovo Testamento come Galati 3:28 esprimono un universalismo che va ben oltre la razza.
A partire dal XIX secolo furono sviluppate teorie che Gesù fosse di razza ariana, cosa che risultava alquanto attraente per coloro che non volevano che Gesù avesse nulla di ebreo in sé – in special modo per i teologi nazisti. Il razzista americano Madison Grant per esempio affermava che Gesù fosse di razza indoeuropea. Houston Stewart Chamberlain, le cui idee ispirarono successivamente l'ideologia del Partito nazionalsocialista di Adolf Hitler, sosteneva che Gesù fosse di estrazione germanico- amorita. Studiosi che supportavano l'idea ariana argomentavano anche che essere ebrei di religione fosse diverso dall'esserlo di razza. Queste teorie di solito includono il ragionamento che Gesù fosse indoariano perché la Galilea era una regione ariana mitanni, ma tali teorie non hanno ricevuto nessuna conferma accademica e/o scientifica.
Lo scrittore inglese Godfrey Higgins (1772-1833) suggerì nel suo libro Anacalypsis (1836), che Gesù fosse un indo-ariano di pelle scura proveniente dall'India settentrionale. Nel 1906 lo scrittore tedesco Theodor Plange scrisse un libro dal titolo Cristo: un indiano?, nel quale sosteneva che Gesù fosse indiano e che il Vangelo cristiano avesse avuto origine in India.
Anche nel XX secolo sono state proposte teorie che Gesù fosse di pelle scura, ma non necessariamente discendente da una specifica etnia africana nera, basandosi per esempio sull'argomento che l'ebreo Giacobbe, noto anche come Israele, ed i suoi figli fossero in origine un popolo nero. Martin Luther King era uno dei sostenitori del movimento "Cristo Nero" ed identificava la lotta di Gesù contro le autorità dell'epoca con la lotta degli afro-americani nel sud degli Stati Uniti, polemizzando sul fatto che i capi religiosi della chiesa "bianca" non esprimessero alcun interesse per l'uguaglianza razziale. Per alcuni, questo essere "nero" era dovuto all'identificazione di Gesù con i neri e non al colore della sua pelle, mentre altri, come il politico Albert Cleage (1911–2000), sostenevano che Gesù fosse etnicamente nero.
Uno studio del 2001 presentato dalla BBC nella serie televisiva Son of God (Figlio di Dio) ha tentato di determinare quali potessero essere la razza e l'aspetto di Gesù. Assumendo che Gesù fosse un semita della Galilea, lo studio ha concluso, col supporto del biblista Mark Goodacre, che la sua pelle doveva essere di "colore olivastro" e "bruna" — questi risultati sono stati criticati da alcuni media come "superficiali" e "volgarizzanti".
Negli studi accademici, oltre ad essere generalmente d'accordo che "Gesù fosse ebreo", gli studiosi non hanno finora affrontato con successo la questione dell'etnia di Gesù.

## Acheropita e visioni

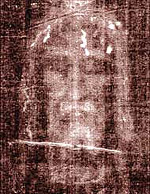
Negativo dell'immagine della Sindone scattata da Secondo Pia e associata con la devozione del Santo Volto di Gesù

Durante il Medioevo, un certo numero di immagini leggendarie di Gesù iniziarono ad apparire, a volte forse per convalidare gli stili dei dipinti dell'epoca, per esempio l'immagine of Edessa o "Mandylion". Il Velo della Veronica fu accompagnato da una narrazione della Passione di Gesù.
Alcune descrizioni di Gesù sono state riportate da santi e mistici che affermarono di aver avuto visioni del Cristo. Tali riscontri sono più comuni tra i cattolici che in altre denominazioni o confessioni cristiane.
Nel XX secolo, certe segnalazioni di immagini miracolose di Gesù cominciarono a ricevere un'attenzione significativa, ad esempio la fotografia fatta dall'avvocato italiano Secondo Pia alla Sindone di Torino, uno dei reperti più importanti nella storia delle immagini cristologiche. Nel corso della loro esposizione nel maggio 2010, la Sindone e la fotografia di quello che alcuni autori considerano il volto di Gesù, sono stati visitati da oltre 2 milioni di persone.
Tali immagini vengono indicate col termine achiropita o acheropita, dal greco bizantino ἀχειροποίητα ("ἀ-" privativo + "χείρ" = mano + "ποιείν" = fare, produrre), che significa "non fatto da mano (umana)". La parola viene utilizzata per indicare le immagini sacre alle quali la tradizione attribuisce un'origine miracolosa: immagini, cioè, che non sarebbero opera di un artista, ma sarebbero "apparse" da sole per intervento divino. Esse sono perciò da considerarsi anche reliquie.
Un'altra illustrazione di Gesù prodotta nel XX secolo, cioè l'Immagine della Divina Misericordia si basa su una visione riportata da Faustina Kowalska, che descrisse nel suo Diario: la Divina Misericordia nel mio cuore e che venne poi dipinta da alcuni artisti. L'immagine è ora molto diffusa tra i cattolici e ha oltre 100 milioni di devoti.

## Ritratti artistici

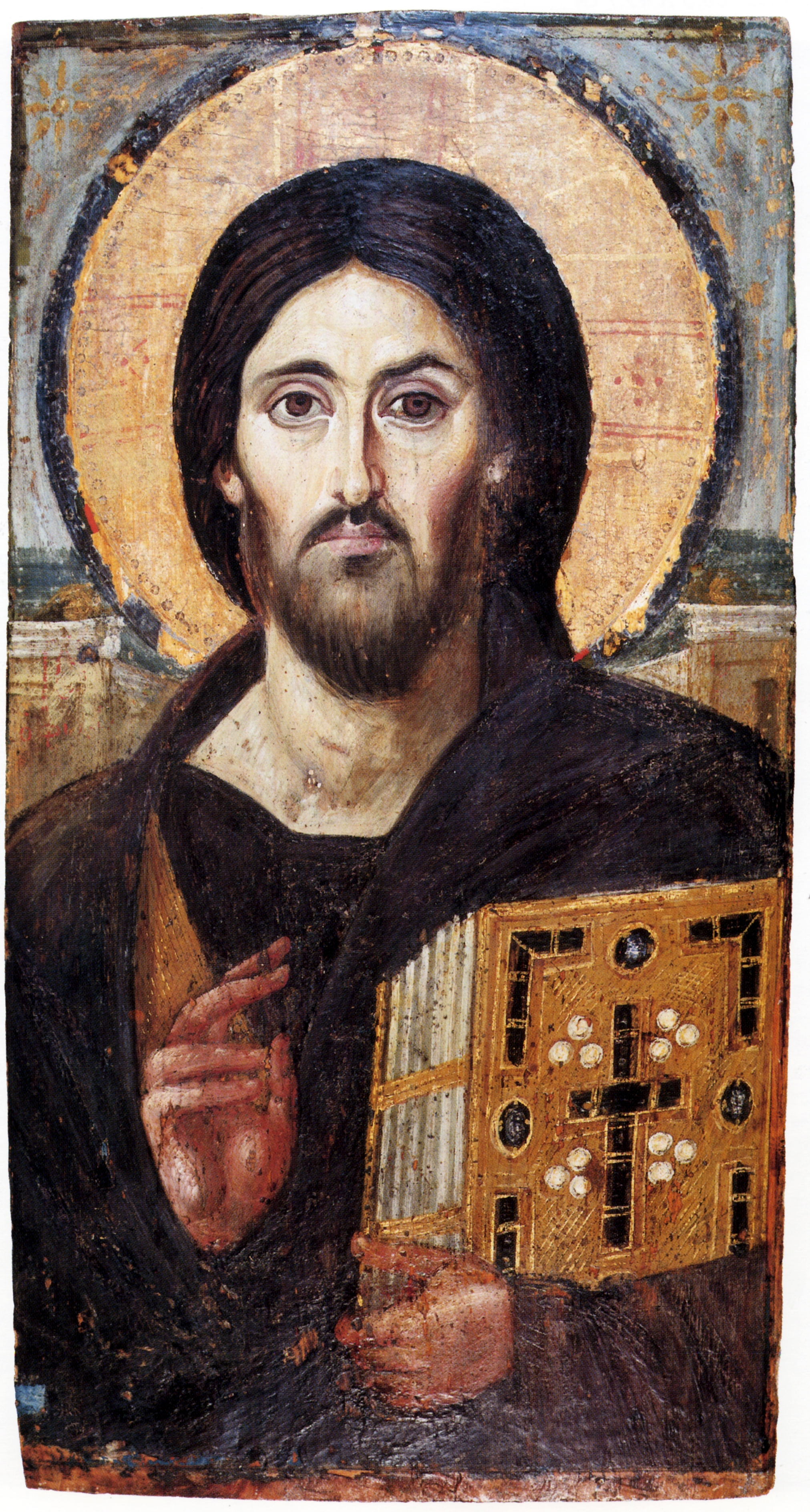
La più antica icona sopravvissuta del Cristo Pantocratore, VI secolo, Monastero di Santa Caterina (Egitto).

Nonostante la mancanza di riferimenti biblici o referti storici, per due millenni sono apparse innumerevoli raffigurazioni di Gesù, spesso influenzate da contesti culturali, circostanze politiche e postulati teologici. Come per altra arte cristiana, le prime raffigurazioni risalgono alla fine del II o all'inizio del III secolo, e si trovano principalmente a Roma. In queste prime rappresentazioni, Gesù viene solitamente mostrato come figura giovanile senza barba e con capelli ondulati, a volte con caratteristiche differenti da altri uomini che lo circondano in una data scena, per esempio i suoi discepoli o i romani. Anche raffigurazioni con barba tuttavia appaiono molto presto, forse attingendo da uno stereotipo esistente nel mondo greco con la comparsa dei tanti filosofi carismatici itineranti.
Sebbene esistano alcune immagini presso la sinagoga di Dura-Europos e tali immagini potrebbero essere state comuni, l'ebraismo in teoria vietava le immagini, e la sua influenza sulle raffigurazioni di Gesù rimane sconosciuta. Rappresentazioni cristiane del III e IV secolo tipicamente si focalizzavano su scene del Nuovo Testamento di guarigioni e altri miracoli. A seguito della conversione di Costantino nel IV secolo, l'arte cristiana trovò molti ricchi donatori e fiorì. In questo periodo Gesù cominciò ad avere caratteristiche più mature ed veniva mostrato con la barba. Un nuovo sviluppo in questo periodo fu la raffigurazione di Gesù senza un contesto narrativo, ma solo come una figura a sé stante.
A partire dal V secolo le raffigurazioni della Passione cominciarono ad apparire, forse riflettendo un cambiamento nell'interesse teologico della Chiesa primitiva. I Vangeli Rabbula siriaci includevano alcune delle prime immagini della crocifissione e resurrezione. Con il VI secolo la rappresentazione di Gesù con la barba era diventata cosa normale, sia in oriente che in occidente. Tali raffigurazioni con capelli castani rossastri con la riga in mezzo e con gli occhi a mandorla mostrato una coerenza continuativa per diversi secoli. In questo periodo varie leggende vennero sviluppate per tentare di convalidare gli stili di rappresentazione, ad esempio l'immagine di Edessa e successivamente il Velo della Veronica.

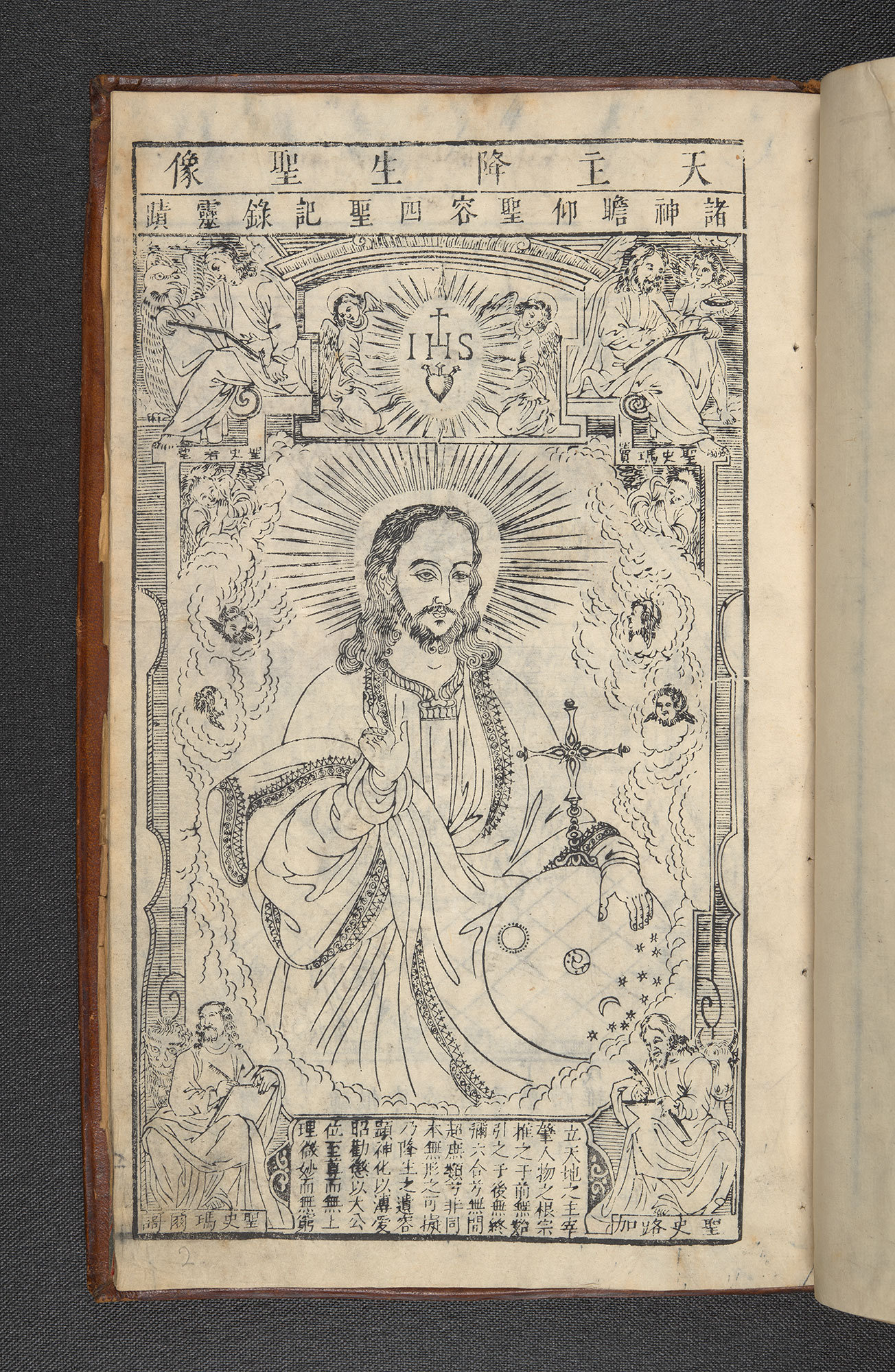
La rappresentazione dell'etnia di Gesù è stata influenzata da contesti culturali. Illustrazione di Giulio Aleni, 1637

L'iconoclastia bizantina fece da barriera allo sviluppo di immagini nell'oriente, ma dal IX secolo in poi quest'arte fu nuovamente permessa. La Trasfigurazione di Gesù fu uno dei tempi principali in oriente e qualsiasi monaco ortodosso orientale che volesse iniziare una carriera iconografica, doveva per prima cosa produrre un'icona della Trasfigurazione. Mentre le raffigurazioni occidentali mirano alla proporzione, l'abolizione della prospettiva e le alterazioni nella dimensione e proporzione di una immagine nelle icone orientali mirano ad andare oltre le dimore terrene dell'uomo.
Il XIII secolo ha visto un punto di svolta nella rappresentazione della potente immagine del Kyrios (in ebraico κύριος‎? - "Signore, Maestro") di Gesù come un operatore di meraviglie nel occidente, mentre i francescani ne esaltavano l'umiltà sia di nascita che di morte tramite rappresentazioni in presepi e crocefissi. I francescani si avvicinarono ad entrambe le estremità di questo spettro di emozioni e, con le gioie della Natività aggiunte all'agonia della crocifissione, una nuova gamma di emozioni furono inaugurate, con grande impatto culturale sulla l'immagine di Gesù nei secoli successivi.
Il Rinascimento diede risalto ad una serie di maestri d'arte che si concentrarono sulle raffigurazioni di Gesù e dopo Giotto, il Beato Angelico e altri svilupparono sistematicamente chiare immagini che si concentravano sulla raffigurazione di Gesù con una bellezza umana ideale. L'Ultima Cena di Leonardo da Vinci, che è considerata la prima opera d'arte dell'primo Rinascimento grazie al suo alto livello di armonia, divenne nota per aver raffigurato Gesù circondato dalle diverse emozioni dei singoli apostoli all'annuncio del tradimento di Giuda.
Sono apparse anche delle obiezioni su certe rappresentazioni di Gesù, come per esempio nel caso del dipinto di John Everett Millais intitolato "Cristo in casa dei genitori (La falegnameria)" del 1850, perché era "penoso" vedere "il giovane Salvatore" raffigurato come un "ragazzino ebreo dai capelli rossi". La prima rappresentazione cinematica di Gesù fu nel film del 1897 La Passion du Christ prodotto a Parigi, che durava cinque minuti. Successivamente, il ritratti cinematici di Gesù hanno continuato ha raffigurarlo con la barba nella versione occidentale standard che rassomiglia alle immagini del Rinascimento.
Rappresentazioni artistiche e cinematografiche hanno cercato di caratterizzare Gesù somaticamente come un mediorientale. Nel film del 2004, La passione di Cristo, Gesù viene interpretato da Jim Caviezel che indossa un naso prostetico durante tutto il corso delle riprese e gli vengono cambiati digitalmente i suoi occhi azzurri in occhi castani per dargli un aspetto più mediorientale. Secondo il truccatore Miles Teves, che ha creato la protesi: "Mel [Gibson] voleva rendere l'attore che interpretava Gesù, James Caviezel, più etnicamente mediorientale e si decise che il modo migliore fosse quello di cambiare la fisionomia del suo naso."

### Volto di Gesù

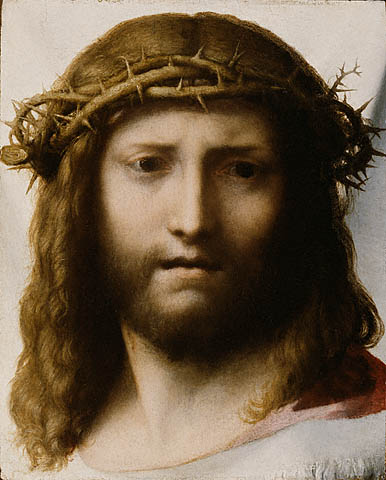
Testa di Cristo del Correggio (1521)

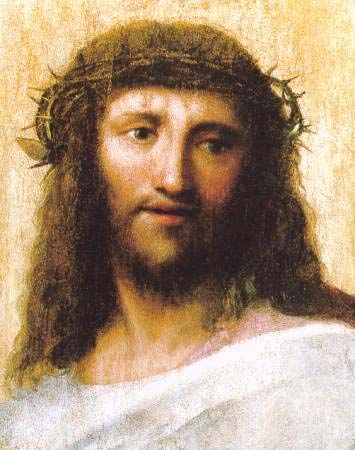
Volto di Cristo del Correggio (1518)

In molte culture, i giudizi sulla bellezza si collegano strettamente alla simmetria facciale, e l'industria cinematografica ha portato molti ad equiparare la bellezza perlomeno in parte alla bellezza del volto. Coloro che cercano di enfatizzare la bellezza di Gesù, danno risalto alla possibilità che egli avesse un volto di grande espressività ed esteticamente attraente.
Purtroppo per tali presupposizioni, i Vangeli raramente citano il volto di Gesù e anche quando lo fanno, non ci dicono quale lineamenti avesse. Nella sua versione della Trasfigurazione, Matteo scrive che la faccia di Gesù "risplendette come il sole" (Matteo 17:2); Luca semplicemente dice che "l'aspetto del suo volto cambiò" (Luca 9:29); Marco non dice nulla di specifico sulla faccia di Gesù e afferma genericamente che Gesù "si trasfigurò" (Marco 9:2). Due volte (9:51;53) Luca riporta che Gesù "camminava con la faccia rivolta a Gerusalemme". Altri riferimenti al volto di Gesù appartengono alle storie della Passione. Nel giardino "si prostrò con la faccia a terra" (Matteo 26:39). Quando veniva interrogato da Anna, una delle guardie del Tempio diede uno schiaffo in faccia a Gesù (Giovanni 18:22). Secondo Marco alla fine dell'udienza davanti ai sacerdoti e agli scribi, alcuni di loro "coprirono il volto" di Gesù e lo schiaffeggiarono (Marco 14:65). Nel racconto di Matteo, "gli sputarono in faccia" (Matteo 26:67). I Vangeli quindi dicono ben poco del volto di Cristo: in verità ciò che dicono dà risalto in modo particolare alla tragica bellezza della faccia di Cristo che viene bendata e violata con sputi e percosse.

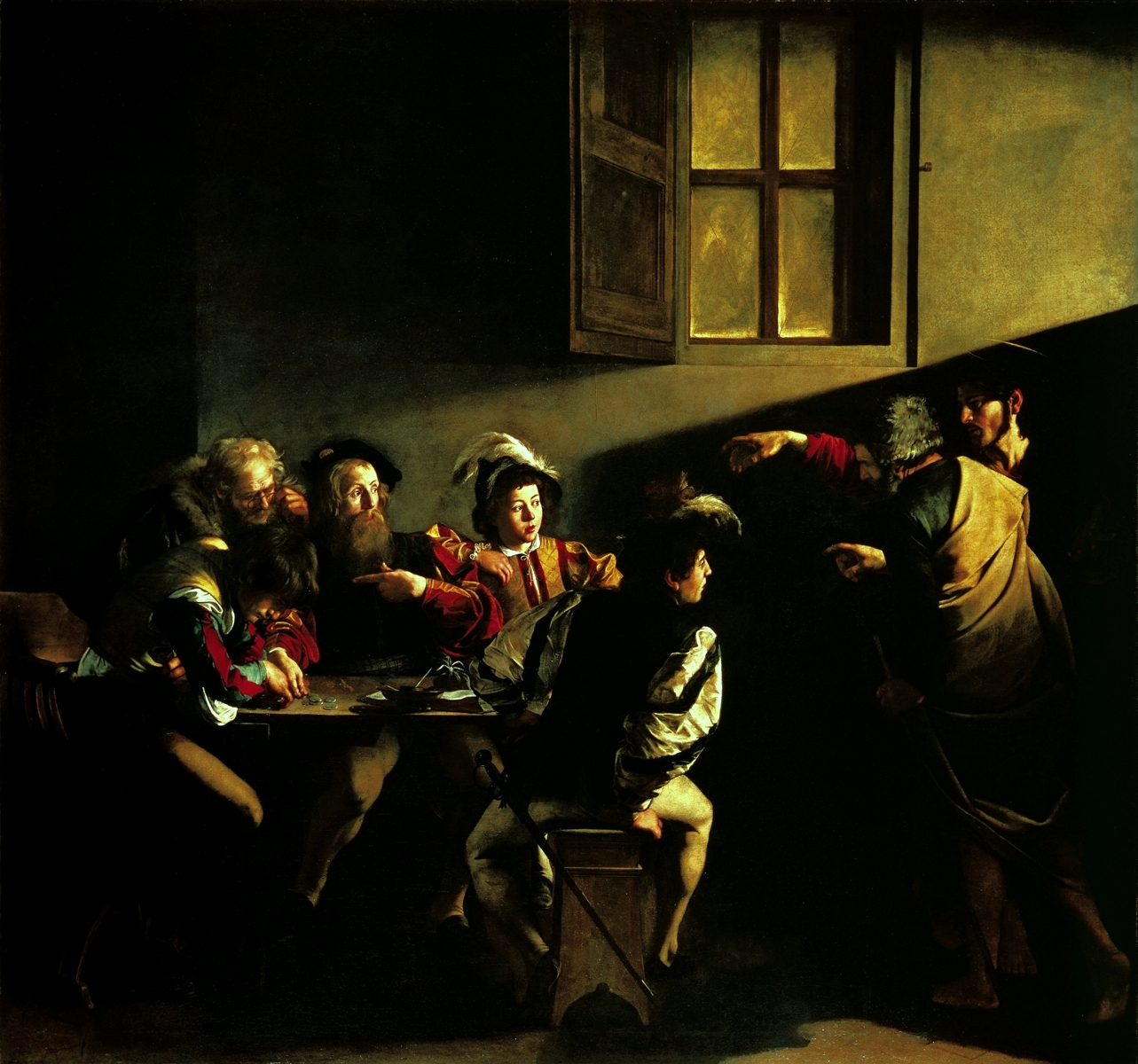
Vocazione di san Matteo di Caravaggio

Occasionalmente i Vangeli commentano citando una qualche "espressione" sul volto di Gesù: Marco fornisce un certo numero di esempi. Prima di curare un uomo dalla mano rattrappita, Gesù si guarda attorno "con indignazione" verso coloro che volevano accusarlo di aver sanato qualcuno durante lo Shabbat (3:5). Una donna che soffriva di emorragie tocca il mantello di Gesù e viene curata, "Gesù, avvertita la potenza che era uscita da lui, si voltò" per vedere chi lo aveva toccato (5:25-32). Prima di sfamare i cinquemila, Gesù "levò gli occhi al cielo" e poi benedisse e spezzò i pani (6:41). Egli guarda con affetto un giovane ricco e lo invita "vieni e seguimi" (10:21). Questi ed altri esempi delle espressioni del volto di Gesù ci mostrano, per così dire, tale volto "in azione" ma non lo descrivono.

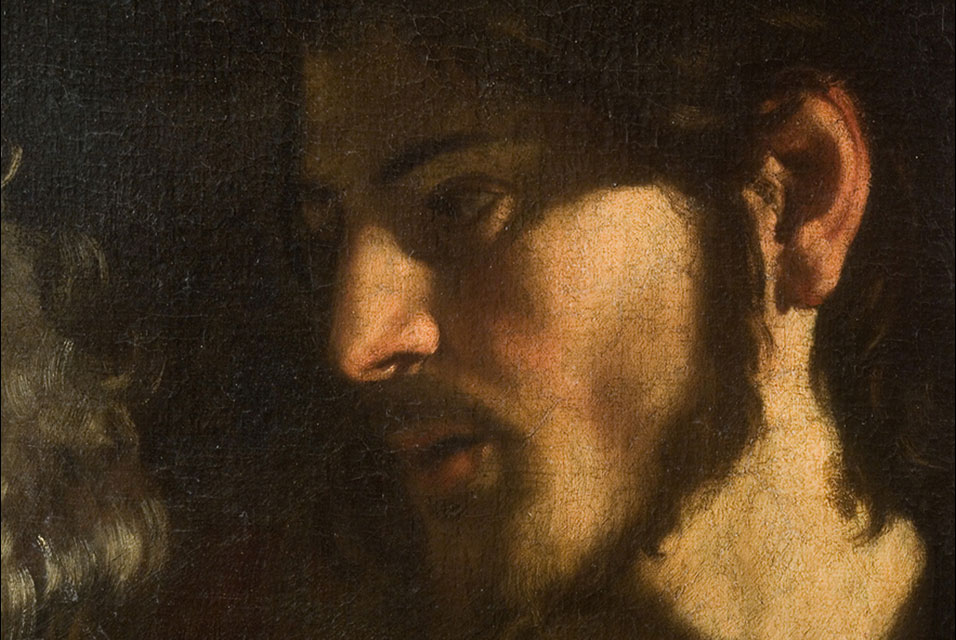
Vocazione di san Matteo, particolare: "Volto di Cristo"

Dal Medioevo tuttavia gli artisti cristiani hanno trasformato il volto di Cristo nel "volto di tutti i volti". Per tutte le fasi elencate da Agostino, eccetto quella della preesistenza, hanno fornito innumerevoli esempi: Cristo Bambino, Gesù durante il suo ministero, il Cristo sofferente, e il Signore glorioso. Immagini del volto di Cristo si trovavano ovunque, in giro per l'Europa medievale. Era comunque la sua faccia sofferente che predominava – con copie della Veronica in occidente e del Mandylion di Edessa in oriente, fintanto che la faccia sulla Sindone di Torino non ebbe predominanza nell'immaginario cristiano a partire dal XIV secolo.
Si può concludere commentando uno stupendo esempio artistico del Caravaggio, la Vocazione di san Matteo (1599-1600), conservato presso la chiesa di San Luigi dei Francesi a Roma: l'espressione sul bel volto di Cristo chiama Matteo a nuova vita. A sua volta, la luce sulla faccia dell'apostolo dimostra che questi ha riconosciuto la risplendente Luce di Dio venuta in terra, "la luce vera, quella che illumina ogni uomo" (Giovanni 1:9;9:5). Il volto divino e il volto umano si incontrano in un momento di creazione e ricreazione.

## Galleria d'immagini

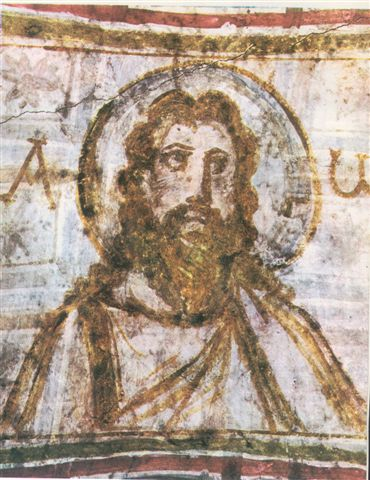
Cristo, IV secolo
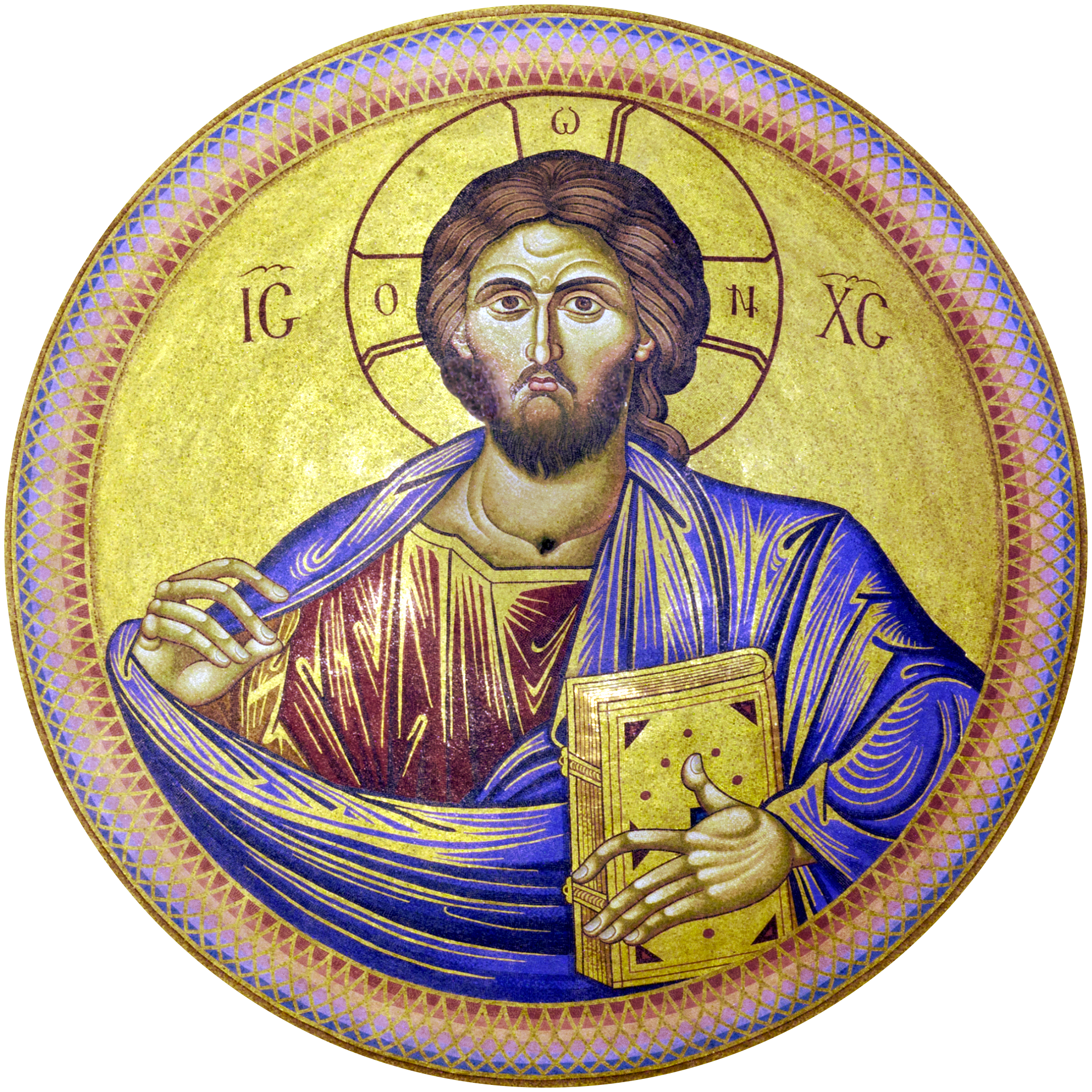
Cristo, Cupola del Santo Sepolcro a Gerusalemme
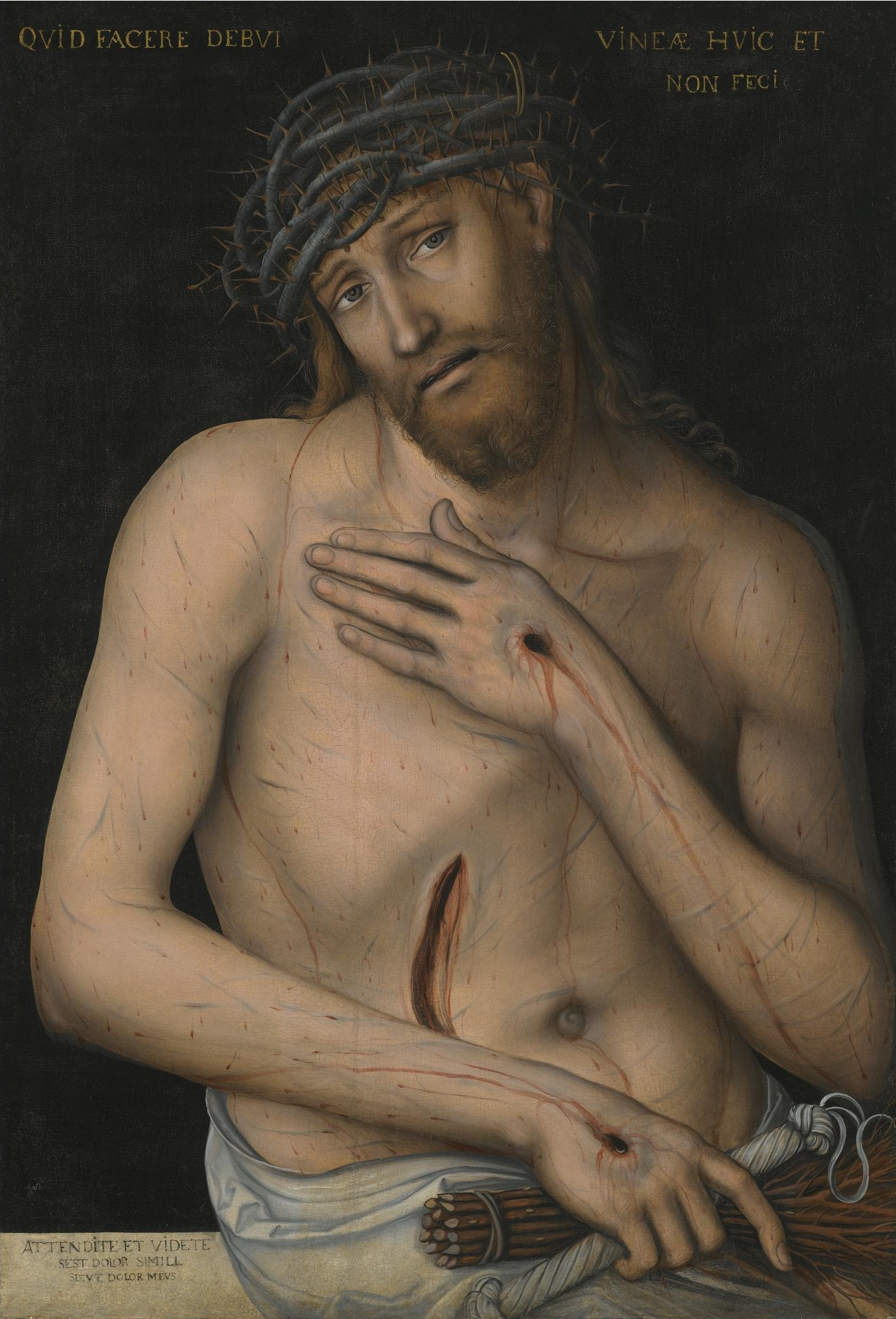
Cristo sofferente, di Lucas Cranach il Giovane
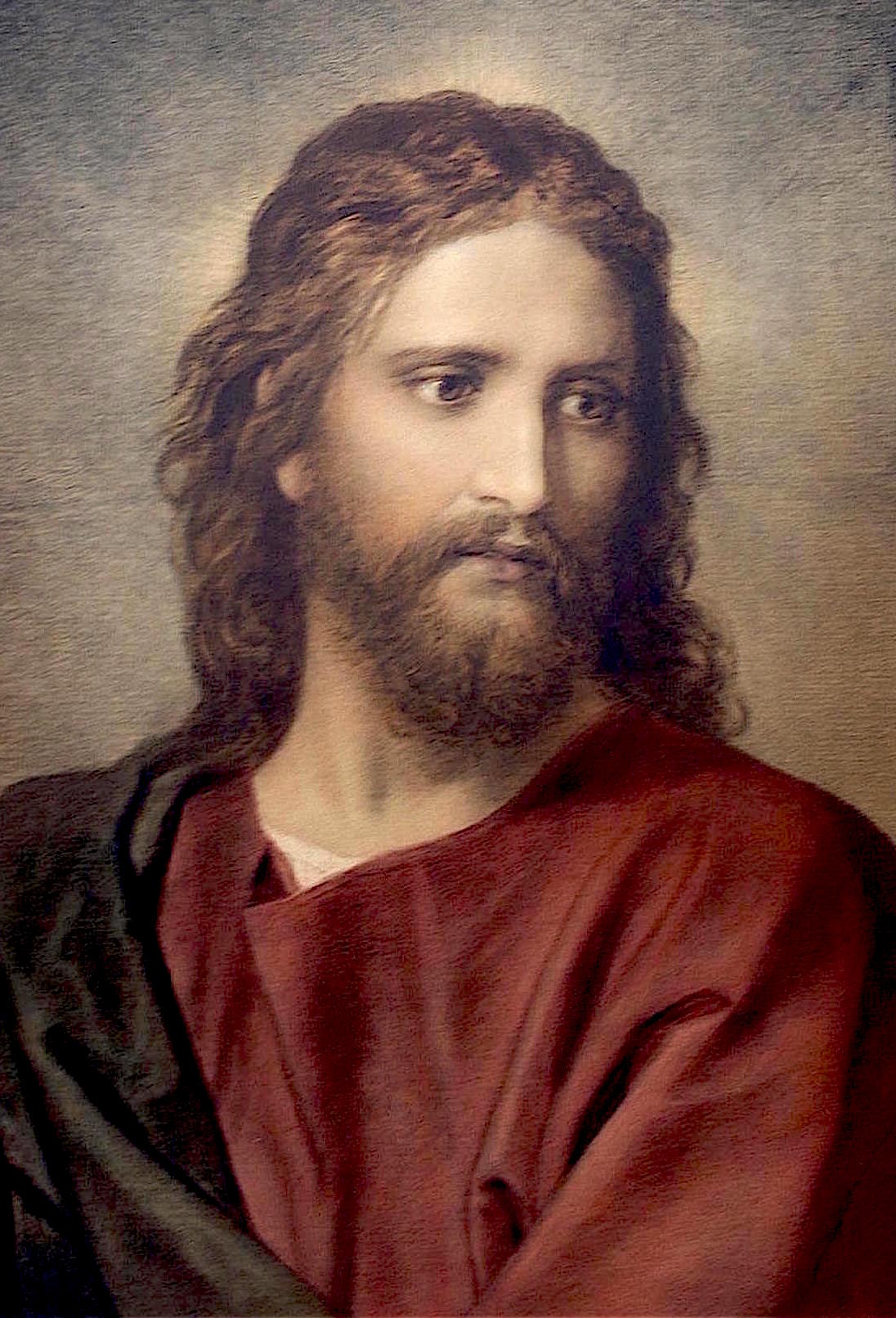
Cristo, di Heinrich Hofmann
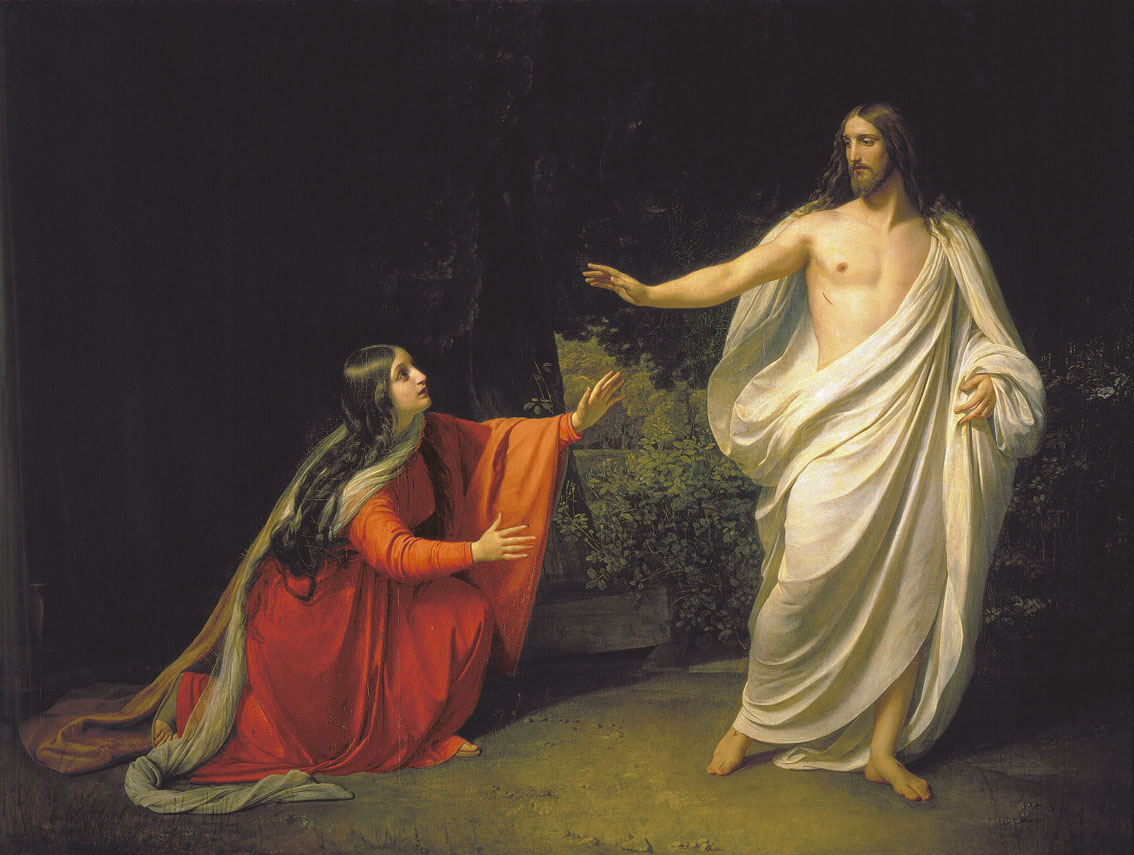
Apparizione di Gesù a Maria Maddalena, Aleksandr Ivanov (1835)
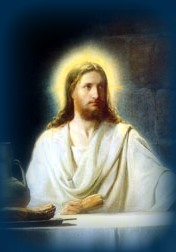
Gesù, sulla strada di Emmaus, di Carl Heinrich Bloch
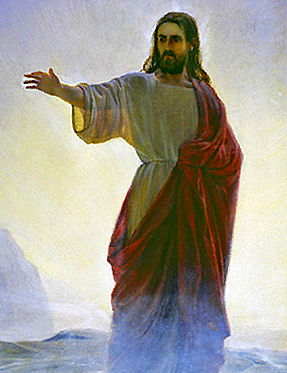
Negando Satana, di Carl Heinrich Bloch
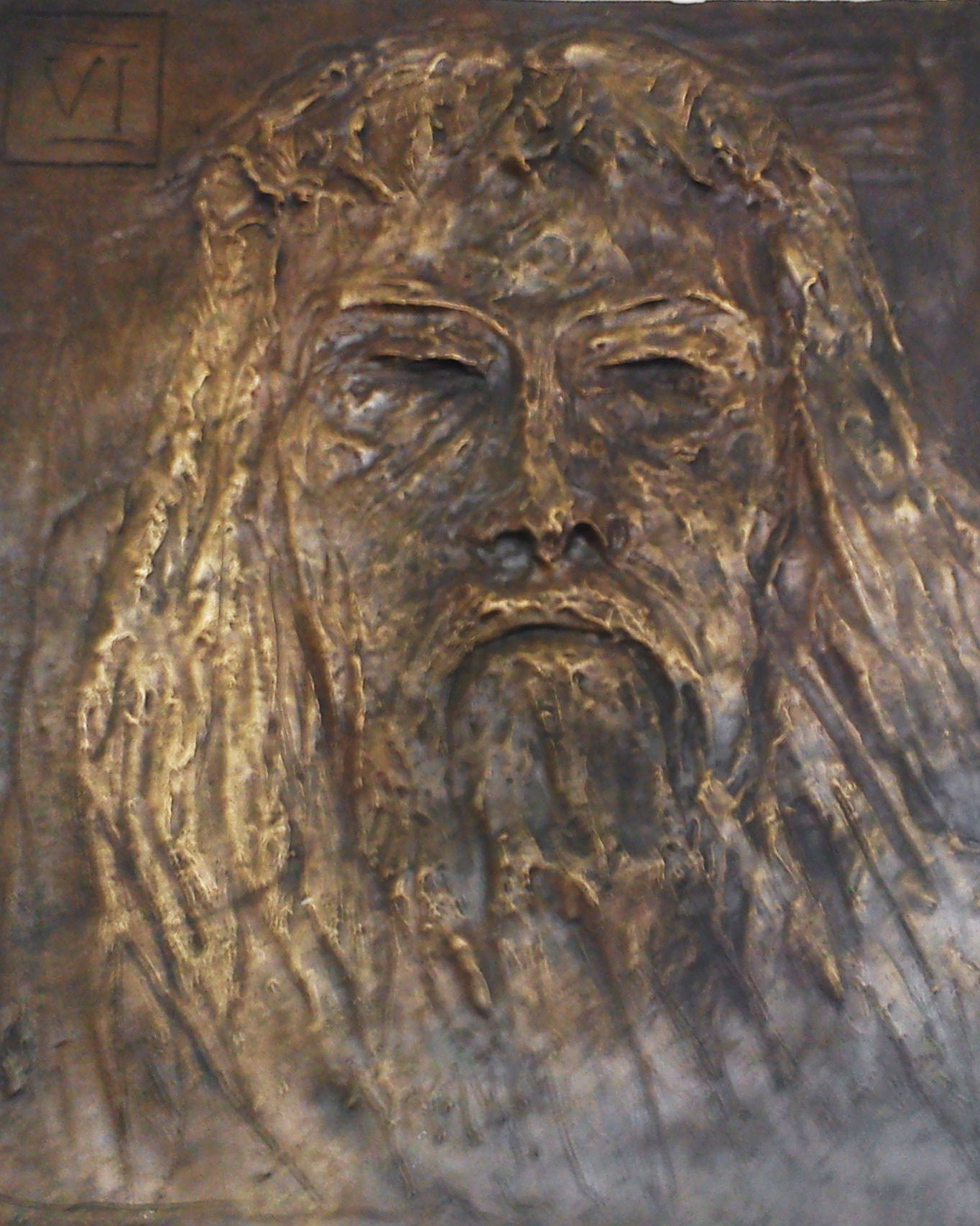
Volto di Gesù, Chiesa La Salette a Poznań
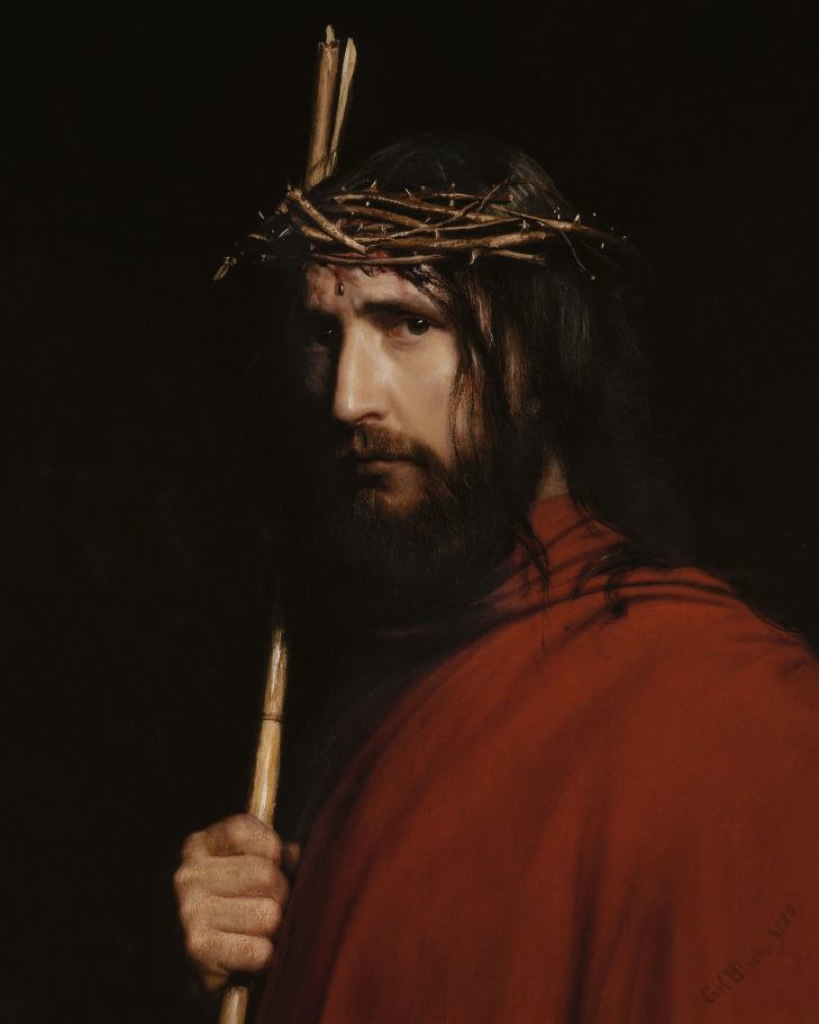
Cristo con le spine, di Carl Heinrich Bloch
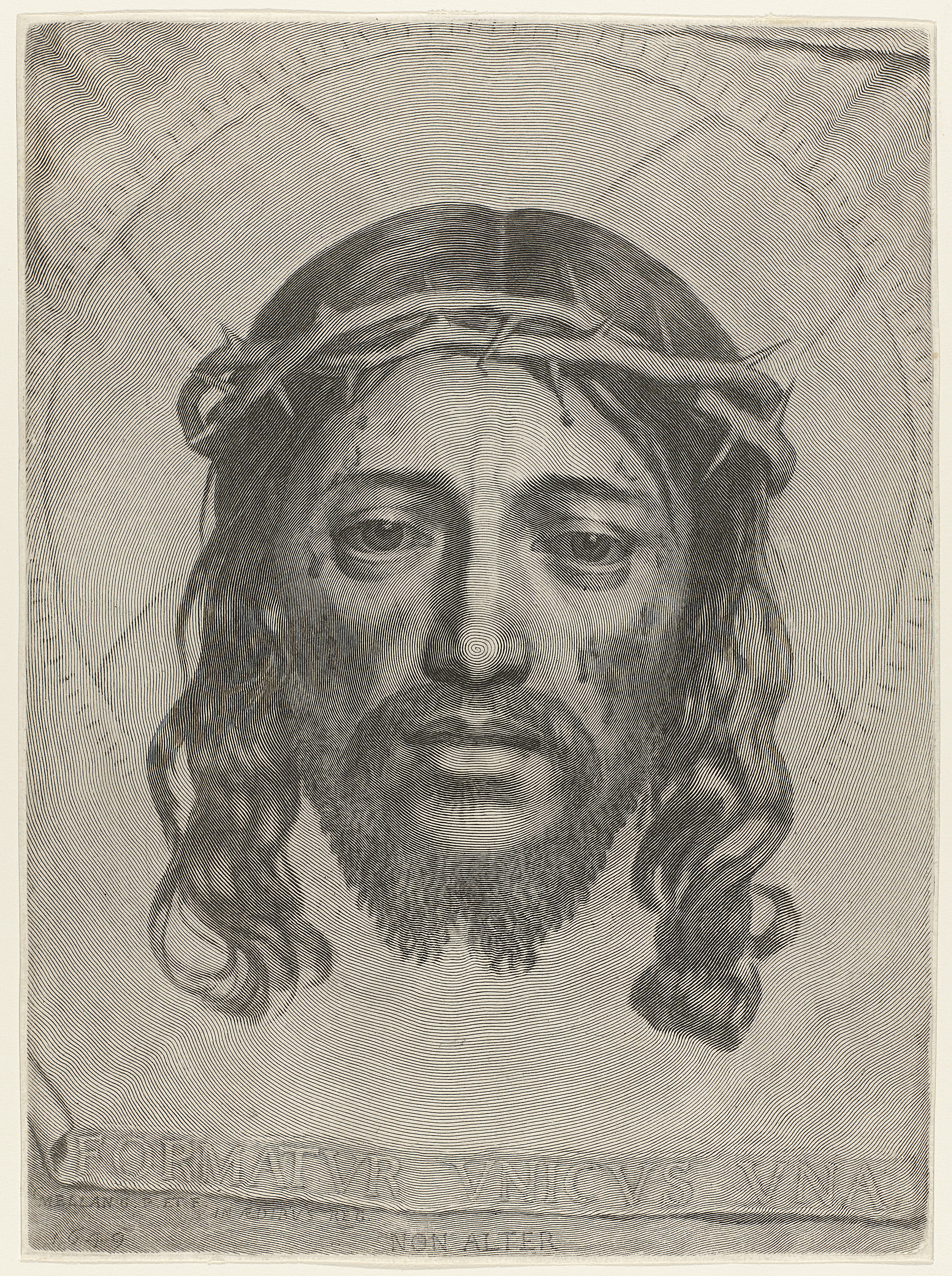
Volto di Gesù sofferente, di Claude Mellan
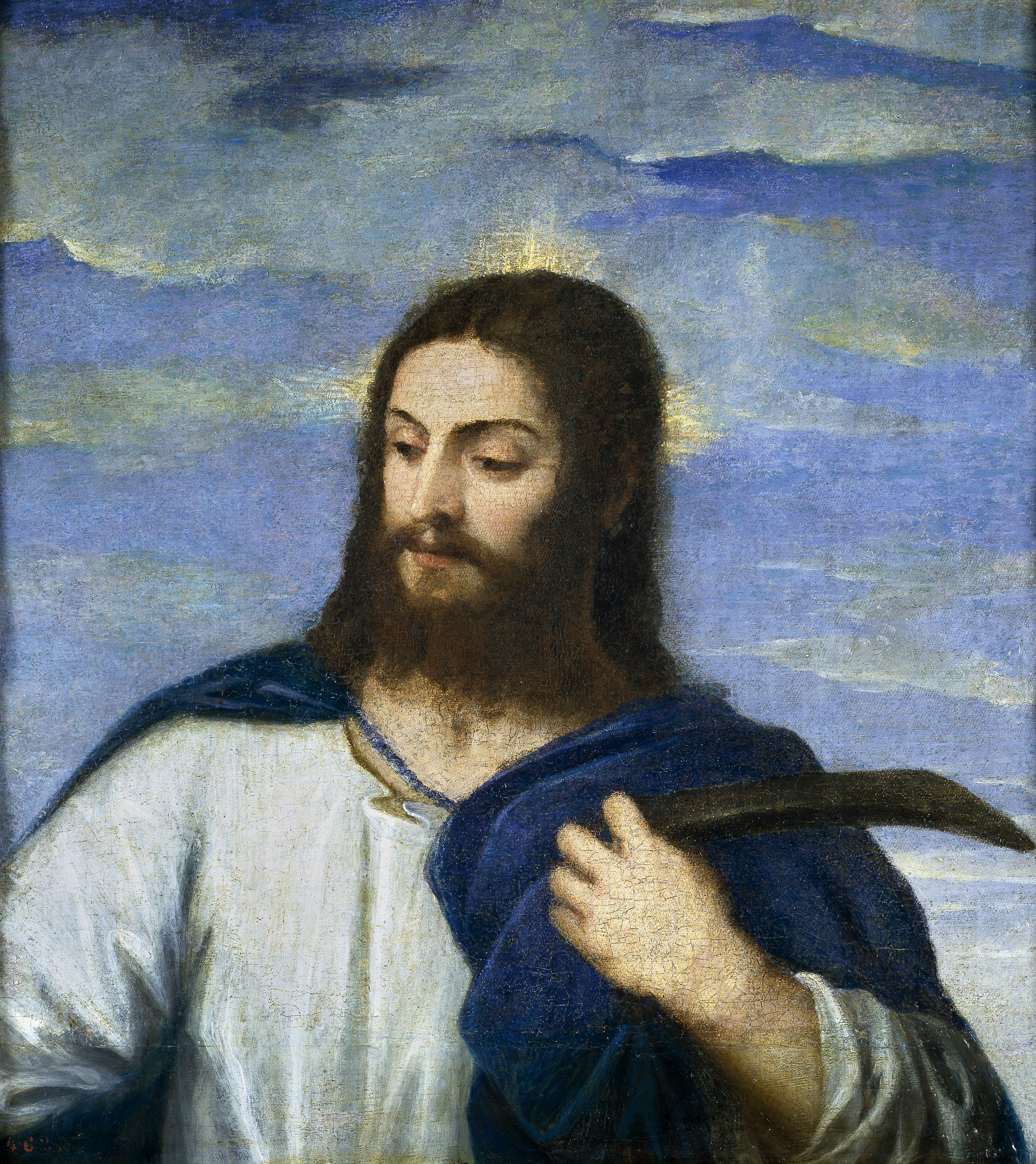
Cristo guardiniere, di Tiziano
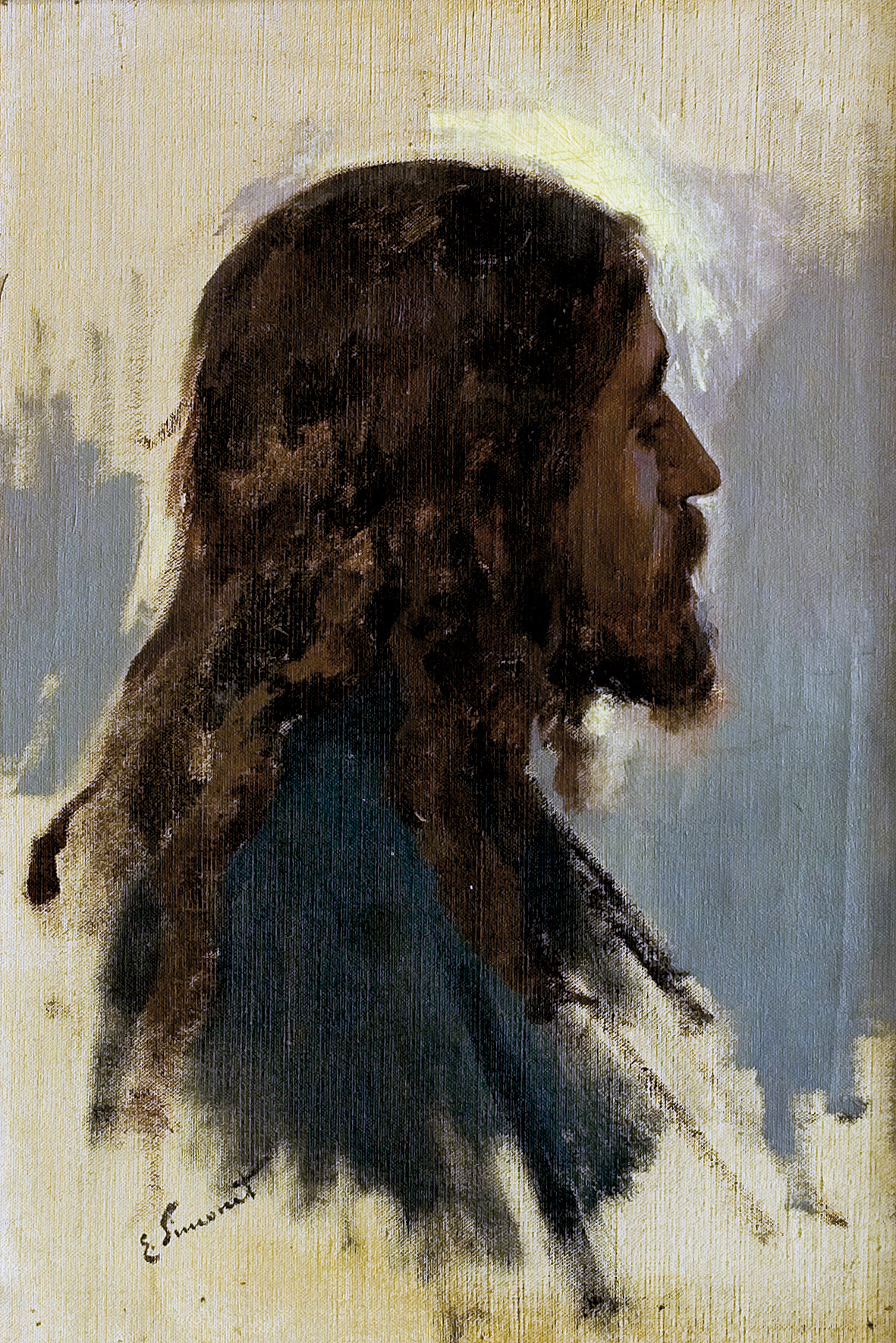
Testa di Gesù, studio di Enrique Simonet
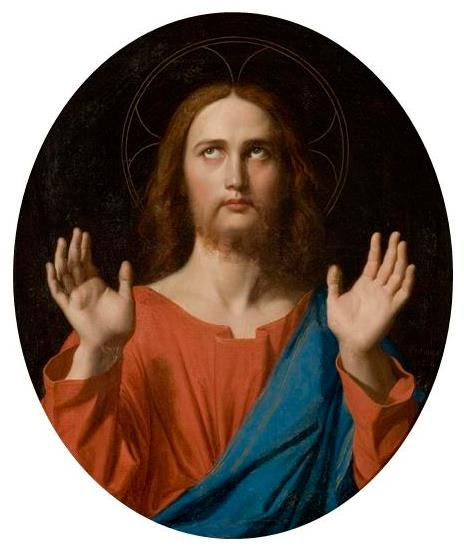
Cristo benedicente, di Ingres
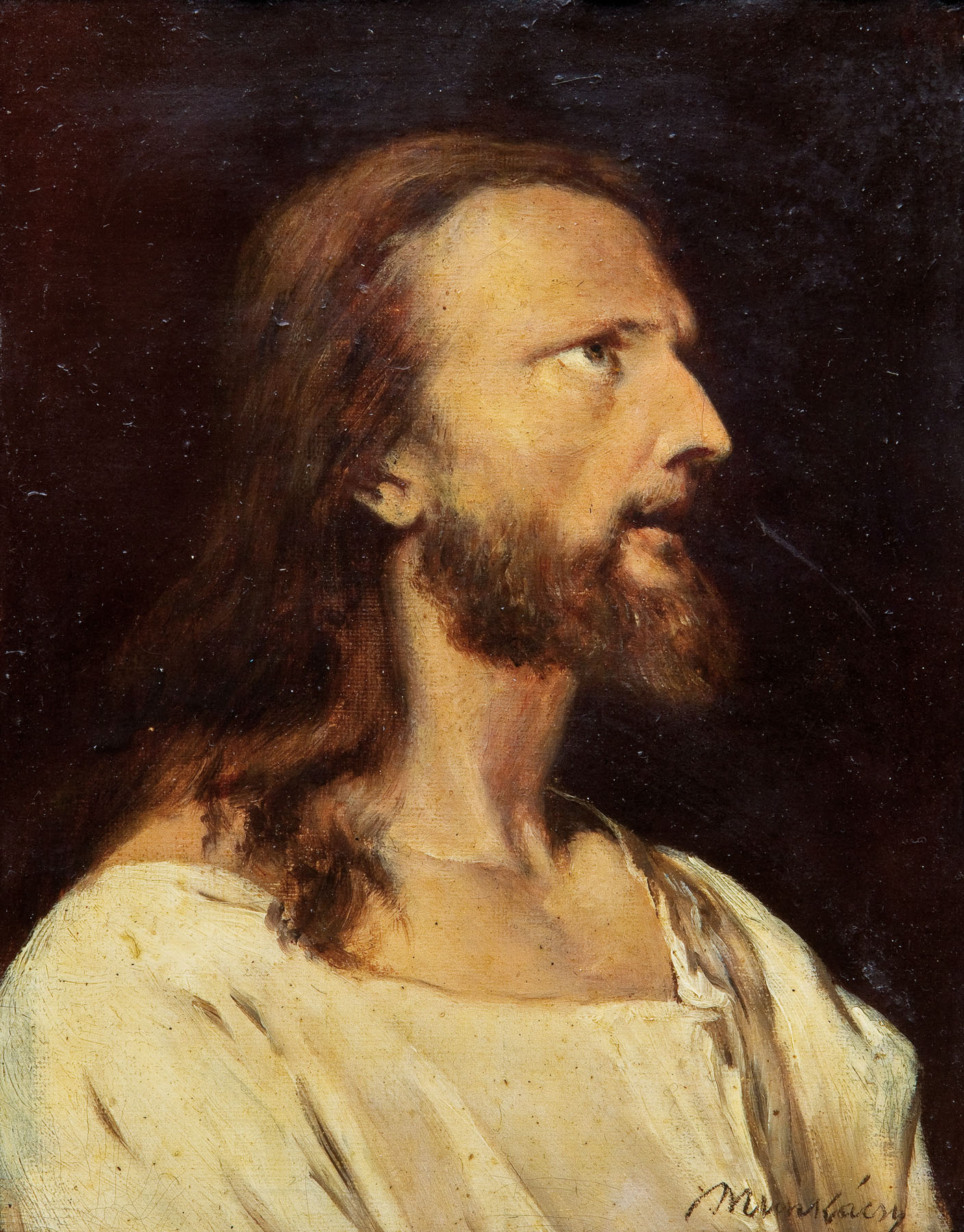
Studio di Cristo, di Mihály Munkácsy
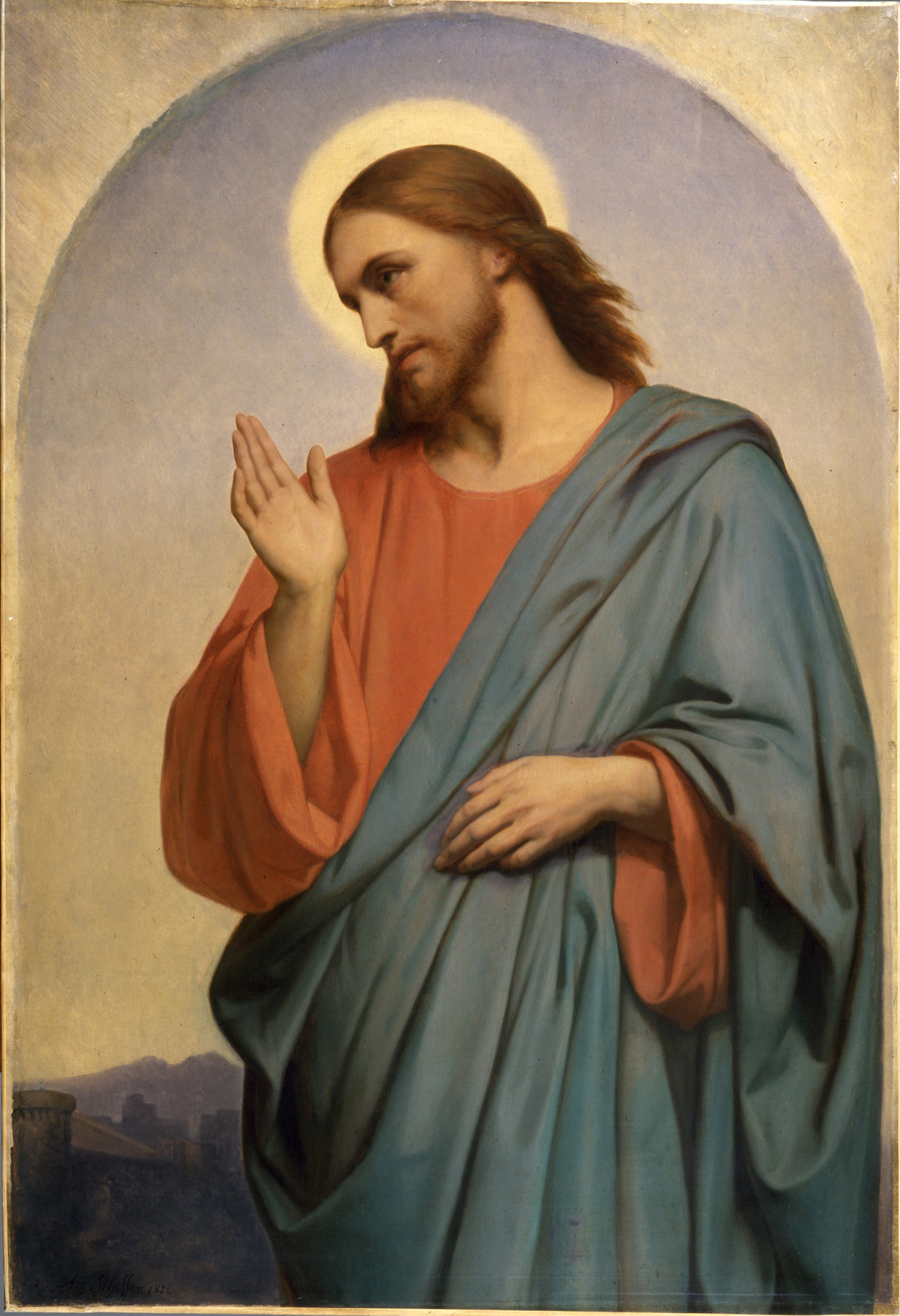
Cristo piange su Gerusalemme, di Ary Scheffer